# Адольфо-Гонсалес-Чавес (округ)
Округ Адо́льфо-Гонса́лес-Ча́вес (ісп. Adolfo Gonzales Chaves) — адміністративно-територіальна одиниця провінції Буенос-Айрес в центральній Аргентині. Адміністративний центр округу — Адольфо-Гонсалес-Чавес.
Населення округу становить 12914 осіб (2022). Площа — 3788,7 кв. км.

## Історія
Округ заснований 1916 року.

## Населення
У 2010 році населення становило 12047 осіб. З них чоловіків — 5909, жінок — 6138.

## Політика
Округ належить до 6-ого виборчого сектору провінції Буенос-Айрес.